# Обратная старая партия
Обратная старая партия — дебют в русских шашках. Табия дебюта возникает после ходов 1.cb4 fe5 2.ef4 gf6 3.de3. Название дебюта по характеру игры: это старая партия, разыгранная черными.
Возникающие системы:

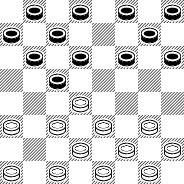
Диаграмма 2. Табия старой партии

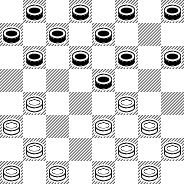
Диаграмма 1. Обратная старая партия, табия

I. 3… ba5 4.bc5 (возможно 4. cd2, 4. bc3) 4... d: b4 5.a: c5 ed4 6.cd6 e:c5 7. fe5 cd6
(возможно 7… fg5) 8.e:c3.

II. 3... hg7! 4.ba5 bc5 5.cd2 cb6 (возможно 5... ab6) 6.a:c7 d:b6 

III. 3... bc5 4.bc3 fg7 5.ba5 (возможно 5.ed2) 5.fg5 

IV. 3... fg5.